# Eigenmannia macuxi
Eigenmannia macuxi — вид гімнотоподібних риб родини стернопигових (Sternopygidae). Описаний у 2024 році.

## Назва
Видовий епітет «macuxi» відноситься до корінного народу макушів, чия територія проживання знаходиться поблизу типового місцеположення нового виду в штаті Рорайма.

## Поширення
Ендемік Бразилії. Поширений в басейні річки Ріу-Бранку.